# Gare de Versigny
Gare de Versigny vasútállomás Franciaországban, Versigny településen.

## Vasútvonalak
Az állomást az alábbi vasútvonalak érintik:
- Amiens-Laon-vasútvonal

## Kapcsolódó állomások
A vasútállomáshoz az alábbi állomások vannak a legközelebb:
- Gare de La Fère
- Gare de Crépy - Couvron